# ناوه بارکزائی
ناوه بارکزائی، شهری در مرکز ولسوالی ناوه بارکزائی، ولایت هلمند، افغانستان است.